# Ugató bagoly
Az ugató bagoly (Ninox connivens) a madarak osztályának a bagolyalakúak (Strigiformes) rendjéhez, a bagolyfélék (Strigidae) családjához tartozó faj.

## Rendszerezése
A fajt John Latham angol ornitológus írta le 1802-ben, a Falco nembe Falco connivens néven.

## Alfajai
- Ninox connivens rufostrigata (Gray, GR, 1861) - a Maluku-szigetek északi része
- Ninox connivens assimilis (Salvadori & D'Albertis, 1875) - Új-Guinea keleti része, Manam, Karkar és Daru szigetek
- Ninox connivens peninsularis (Salvadori, 1876) - Ausztrália északi része
- Ninox connivens connivens (Latham, 1801) - Ausztrália délnyugati, keleti és délkeleti része

## Előfordulása
Indonézia, Pápua Új-Guinea és Ausztrália területén honos. Természetes élőhelyei a víz közeli erdők és nyílt területek, valamint mocsarak, de előfordul mezőgazdasági területeken és városokban is.

## Megjelenése
Testhosszúsága 44 centiméter, szárnyfesztávolsága 85–100 centiméter, testtömege 425–510 gramm.
|  |

## Életmódja
Madarakkal, kis emlősökkel és hüllőkkel táplálkozik, de rovarokat is fogyaszt.

## Szaporodása
A fészkét üreges fatörzsbe rakja és fatörmelékkel béleli ki. Fészekalja 2-3 fehér tojásból áll.

## Természetvédelmi helyzete
Az elterjedési területe rendkívül nagy, egyedszáma viszont csökken, de még nem éri el a kritikus szintet. A Természetvédelmi Világszövetség Vörös listáján nem fenyegetett fajként szerepel.